# NGC 5352
NGC 5352 је елиптична галаксија у сазвежђу Ловачки пси која се налази на NGC листи објеката дубоког неба.
Деклинација објекта је + 36° 8' 3" а ректасцензија 13h 53m 38,3s. Привидна величина (магнитуда) објекта NGC 5352 износи 13,0 а фотографска магнитуда 14,0. NGC 5352 је још познат и под ознакама UGC 8812, MCG 6-31-11, CGCG 191-9, PGC 49370.